# 福州科技职业技术学院
福州科技职业技术学院是中华人民共和国的一所全日制专科民办职业高等学校，位于福建省福州市仓山区。
2001年，福州科技专修学院成立。2004年，改建为福州科技职业技术学院。2010年，学校被暂停招生。2011年，学校恢复招生。